# Bitka na Neretvi
Bitka na Neretvi (br A Batalha do Neretva) é um filme de drama de guerra teuto-ítalo-iugoslavo-estadunidense de 1969 dirigido e escrito por Veljko Bulajić e Ugo Pirro.
Foi indicado ao Oscar de melhor filme estrangeiro na edição de 1970, representando a Iugoslávia.

## Elenco
- Sergei Bondarchuk - Martin
- Yul Brynner - Vlado
- Curt Jürgens - Gen. Lohring
- Bata Živojinović - Stole
- Sylva Koscina - Danica
- Boris Dvornik - Stipe
- Hardy Krüger - Cel. Kranzer
- Franco Nero - Capit. Michele Riva
- Lojze Rozman - Ivan
- Ljubiša Samardžić - Novak
- Orson Welles - senador
- Milena Dravić - Nada
- Špela Rozin - Aide
- Pavle Vuisić - Jordan
- Fabijan Šovagović - Mad Boško
- Anthony Dawson - Gen. Morelli
- Dušan Bulajić - Chetnik
- Renato Rossini - Sgt. Mario
- Oleg Vidov - Nikola
- Kole Angelovski - Žika
- Stole Aranđelović - Šumadinac
- Demeter Bitenc - Capt. Schröder
- Ralph Persson - Lt. Horst
- Miha Baloh - Ustasha
- Faruk Begolli - Stevo
- Zaim Muzaferija